# Gaidropsarus macrophthalmus
A Gaidropsarus macrophthalmus a csontos halak (Osteichthyes) főosztályának a sugarasúszójú halak (Actinopterygii) osztályába, ezen belül a tőkehalalakúak (Gadiformes) rendjébe és a Lotidae családjába tartozó faj.

## Előfordulása
A Gaidropsarus macrophthalmus elterjedési területe az Atlanti-óceán északkeleti része, a Vizcayai-öböltől a Brit-szigetek nyugati felén keresztül a Feröerig.

## Megjelenése
Ez a hal legfeljebb 25 centiméter hosszú. Szeme eléggé nagy; pofájának több, mint a felét teszi ki. Az első hátúszó tüskéjét, néhány húsós szál követ. Az állkapocscsonton egy, a pofán pedig két tapogatószál ül. A felső állcsont elülső részén 2, ritkán 3-4 hosszú, hegyes fog van.

## Életmódja
Mérsékelt övi hal, amely a nyílt tenger fenekén él, körülbelül 150-530 méteres mélyben. Nem vándorol. Tápláléka rákokból áll.

## Felhasználása
A Gaidropsarus macrophthalmust inkább, csak az élőhelyén lakó emberek halásszák.